# Allmän löneavgift
Allmän löneavgift är en skatt på lön som arbetsgivare i Sverige betalar till staten.
Den regleras i SFS 1994:1920 (lagen.nu) och räknas som del av arbetsgivaravgiften (egenavgifter för egenföretagare). Skatten kallas avgift, men tillfaller staten och är inte kopplad till några förmåner i socialförsäkringsystemet. Avgiften ingår inte heller i de så kallade socialavgifterna.
2009 är löneavgiften 9,23 % av lönen med undantag för lön till ungdomar 18–25 år där avgiften är 2,30 %. Den beräknas ge inkomster till staten på 93,5 miljarder kronor.
2015 är löneavgiften 10,15 % av lönen med undantag för lön till ungdomar.
2016 är löneavgiften 9,65 % av lönen med undantag för lön till ungdomar.
2017 är löneavgiften 10,72 % av lönen med undantag för lön till ungdomar.
2018 är löneavgiften 10,72 % av lönen med undantag för lön till ungdomar.
2019 är löneavgiften 11,62 % av lönen med undantag för lön till ungdomar.
2020 förblev löneavgiften 11,62 % av lönen med undantag för lön till ungdomar.